# 315
| [ Edytuj tabelę ] |                                                 |
| Król Armenii      | - 287 Tiridates III 330                         |
| Cesarz Chin       | - 313 Jin Mindi 316                             |
| Władca Korei      | - 300 Mich’ŏn 331                               |
| Papież            | - 314 Sylwester I 335                           |
| Król Persji       | - 309 Szapur II 379                             |
| Cesarz Rzymu      | - 306 Konstantyn Wielki 337 - 308 Licyniusz 324 |

Rok 315 / CCCXV
stulecia: III wiek ~
IV wiek ~
V wiek

lata: 305 «
310 «
311 «
312 «
313 «
314 «
315
» 316
» 317
» 318
» 319
» 320
» 325

## Wydarzenia
- Zbudowano Łuk Konstantyna Wielkiego w Rzymie.

## Zmarli
- Galeria Waleria, rzymska cesarzowa.
- Pryska, rzymska cesarzowa.